# فينيت إبراهيم
فينيت إبراهيم (بالإنجليزية: Vinette Ebrahim)‏ (مواليد 21 فبراير 1957)، هي مُمثلة جنوب أفريقية. فينيت هي أُخت المُمثل فنسنت إبراهيم.

## وصلات خارجية
- فينيت إبراهيم في قاعدة بيانات الأفلام على الإنترنت